# 宮城縣立支援學校小牛田高等學園
宮城縣立特殊教育學校小牛田高等學校（日语：宮城県立支援学校小牛田高等学園）是存在於宮城縣遠田郡美里町的公立特殊教育學校。該學校以認知障礙爲主要教育對象。

## 摘要
該學校僅擁有高中部專門學科，並以教育認知障礙爲其教育領域而作爲養護學校辦學。在課程特性上，該校僅招收認知障礙較爲輕度之學生入學。

## 历史
- 1988年4月1日 - 以宮城縣立養護學校小牛田高等學校爲名正式辦學
- 2009年4月1日 - 校名易名爲宮城縣立特殊教育學校小牛田高等學校

## 學系與學科
- 高等中學
  - 普通課程

## 教授科目
- 日本語、社會學、數學、音樂、美術、體育健康、職業教育、家務活、外語（英語）、資訊科學、理學（因理學室已成爲食品加工班之廚房，故於宿舍以特殊授課形式進行授課）等。